# Conley Garrison
Conley Jacob Garrison (Bolivar, 19 februari 1999) is een Amerikaans basketballer.

## Carrière
Garrison speelde collegebasketbal voor de Drury University Panthers van 2017 tot 2021. Hij speelde een laatste seizoen collegebasketbal voor de Furman Paladins. In 2022 werd hij niet gekozen in de NBA draft waarna hij zijn eerste profcontract tekende bij de Duitse tweedeklasser VfL Bochum. Zijn tweede profseizoen speelde hij bij de Belgische eersteklasser Union Mons-Hainaut. Aan het einde van het seizoen werd zijn contract met een jaar verlengd. In september 2024 geraakte hij geblesseerd waardoor hij lange tijd niet speelde.